# جاكيشاند سينغ
جاكيشاند سينغ (17 مارس 1992 بمانيبور في الهند - ) هو لاعب كرة قدم هندي في مركز الهجوم. شارك مع منتخب الهند لكرة القدم. أما مع النوادي، فقد لعب مع مومباي سيتي ونادي سالغاوكار ونادي مدينة بونه لكرة القدم وRoyal Wahingdoh FC ‏.

## وصلات خارجية
- جاكيشاند سينغ على موقع ناشيونال فوتبول تيمز (الإنجليزية)
- جاكيشاند سينغ على موقع Soccerway.com (الإنجليزية)